# Constanze Wegner
Constanze Katharina Wegner (* 10. Januar 1990 in Hamburg) ist eine deutsche Basketballtrainerin und ehemalige -spielerin.

## Laufbahn
Wegner begann im Alter von 13 Jahren mit dem Basketball. Ihr erster Verein war die TSG Bergedorf. 2008 erreichte sie mit der U18 des SC Alstertal-Langenhorn, betreut von Trainer Wilbert Olinde, die Zwischenrunde zur Deutschen Meisterschaft. Sie spielte ab der Saison 2007/08 für den Hamburger Verein in der 1. Regionalliga. 2009 und 2013 gewann sie mit Alstertal-Langenhorn jeweils den Meistertitel in der 1. Regionalliga Nord.
Von 2009 bis 2012 war sie mit der Spielgemeinschaft, die Alstertal-Langenhorn mit Rist Wedel bildete, in der 2. Bundesliga vertreten. 2013 wechselte die 1,73 Meter große Spielerin zum Zweitligisten BG Rotenburg/Scheeßel, ab 2014 spielte sie mit der BG in der 1. Damen-Basketball-Bundesliga und wurde mit ihr in der Saison 2014/15 Dritte der Deutschen Meisterschaft. Anschließend verließ sie die BG. Die als Polizistin berufstätige Wegner ließ sich vom Dienst freistellen und ging vorerst nach Ungarn, im Spätherbst 2015 wechselte sie zum Bundesligisten OSC Panthers nach Osnabrück. 2016 stieg Wegner mit Osnabrück aus der ersten Liga ab und spielte in der Saison 2016/17 für den Verein in der 2. Bundesliga, ehe sie sich im Laufe der Saison 2017/18 als Spielerin zurückzog und sich der Arbeit als Trainerin widmete. Sie betreute in Osnabrück unter anderem die U18 in der WNBL sowie die Panthers Academy in der 2. Bundesliga. Im Herbst 2019 wurde sie in den Vorstand der Basketballabteilung des Osnabrücker SC gewählt.
Wegner verließ Osnabrück 2020 und war in der Saison 2020/21, die aufgrund der Covid-19-Pandemie im Herbst 2020 abgebrochen wurde, WNBL-Trainerin bei Rist Wedel. 2021 wurde sie Co-Trainerin der U16-Mannschaft der Hamburg Towers in der Jugend-Basketball-Bundesliga. Im Oktober 2021 wurde Wegner für die Teilnahme an einem FIBA-Förderprogramm für europäische Trainerinnen und Schiedsrichterinnen ausgewählt. Mit Beginn der Saison 2022/23 übernahm sie bei den Hamburg Towers das Amt der Cheftrainerin der U19-Jugend in der Nachwuchs-Basketball-Bundesliga. Im Sommer 2023 war sie als Assistenztrainerin der deutschen U19-Auswahl der Frauen bei der Weltmeisterschaft dieser Altersklasse tätig. Mit dem Beginn des Spieljahres 2023/24 wurde Wegner zusätzlich zu ihrer Beschäftigung bei der U19 der Hamburg Towers Co-Trainerin von Hamed Attarbashi bei Rist Wedel in der 2. Bundesliga ProB. Im Sommer 2024 arbeitete sie als Co-Trainerin bei der deutschen U20-Auswahl der Damen. Zur Saison 2024/25 wurde Wegner in Hamburg (NBBL) und Wedel (Co-Trainerin 2. Bundesliga ProB) hauptamtlich als Trainerin tätig. Ihre Anstellung bei der Polizei ließ sie deshalb vorerst ruhen.
Im Sommer 2025 verließ Wegner die Hamburg Towers und Rist Wedel, um beim Deutschen Basketball-Bund eine Stelle als hauptamtliche Bundestrainerin für den weiblichen Nachwuchs anzutreten.